# Reinhold Ewald
Reinhold Ewald, né le 18 décembre 1956, est physicien et spationaute de l'Agence spatiale européenne (ESA).

## Activités de spationaute
Il participe à un unique vol le 10 février 1997 lors du vol Soyouz TM-25.

## Liens externes

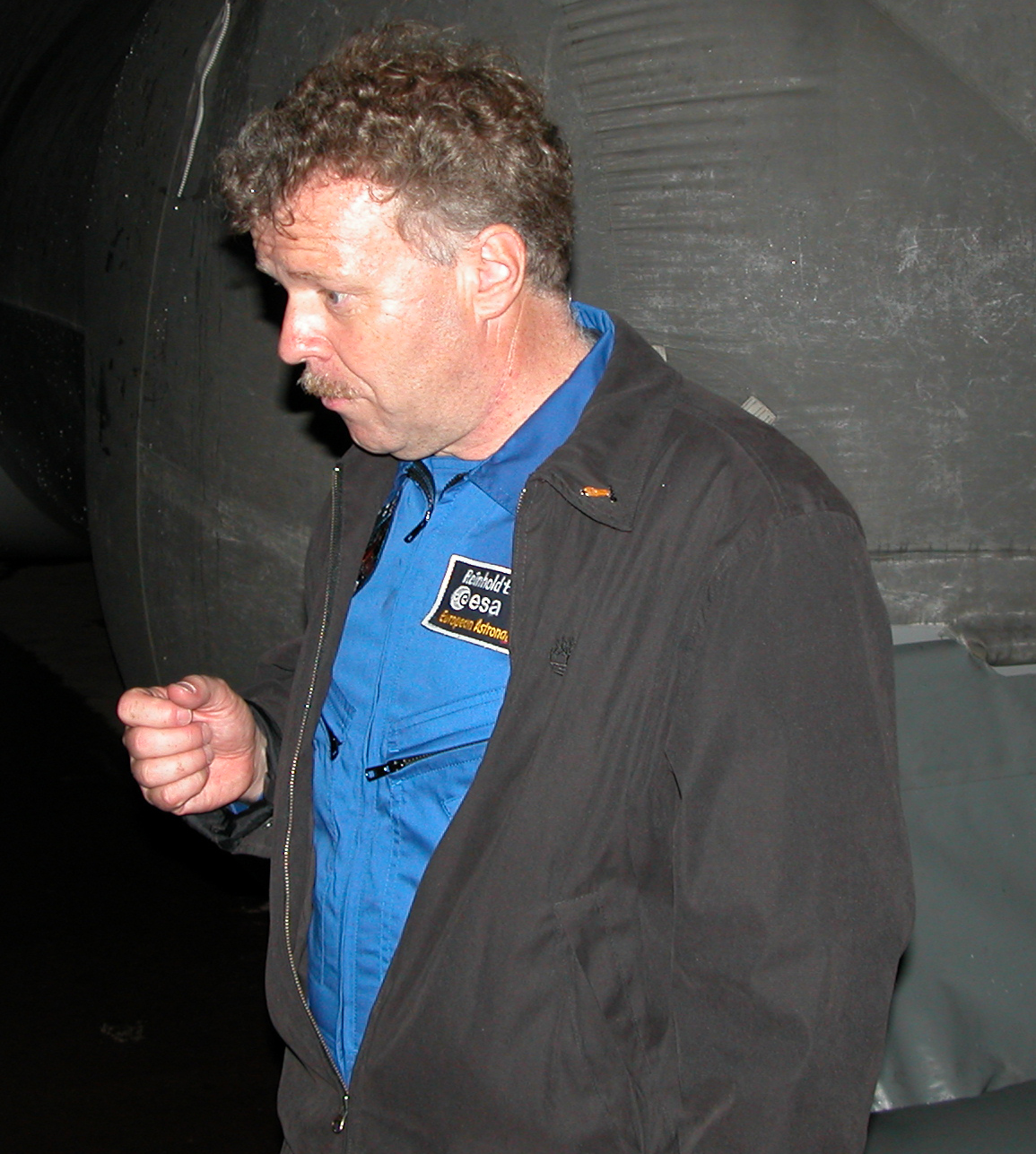
Reinhold Ewald à Paris, le 15 juin 2007